# Turistická značená trasa 7451
 Turistická značená trasa 7451 je 6,5 km dlouhá žlutě značená trasa Klubu českých turistů v okrese Chrudim obsluhující okolí Trhové Kamenice a zahušťující tamní systém turistických tras. Převažující směr je východní. Trasa se nachází na území CHKO Železné hory.

## Průběh trasy
Trasa má svůj počátek na jižním okraji vsi Hluboká na rozcestí se zeleně značenou trasou 4308 z Horního Bradla do Hlinska. Prochází centrem a poté klesá po pěšinách střídavě lesy a loukami severovýchodním směrem k letnímu táboru v údolí řeky Chrudimky. Po jeho příjezdové komunikaci pokračuje východním a poté jihovýchodním směrem do centra Trhové Kamenice. Zde se nachází rozcestí opět s trasou 4308, která odsud pokračuje jako Turistická cesta Františka Kavána, a zde výchozí červeně značenou Matulovou stezkou vedoucí jiným směrem rovněž do Hlinska. Trasa 7451 opouští obec jihovýchodním směrem po silnici II/343 a u místního hřbitova přechází na polní cestu. Po vstupu do lesa přechází na lesní pěšiny a stoupá severovýchodním západním úbočím Kamenného vrchu přičemž míjí dvojici zatopených lomů. Za Kamenným vrchem u přírodní památky Upolíny u Kamenice mění ostře směr na jihovýchodní a po lesní cestě pokračuje do Petrkova 3. dílu. Za ním přechází po asfaltové komunikaci údolí Chobotovského potoka a na okraji Petrkova 1. dílu končí na rozcestí opět s Matulovou stezkou.

## Turistické zajímavosti na trase
- Zvonička v Hluboké
- Pomník obětem 1. a 2. světové války v Trhové Kamenici
- Pomník K. V. Raise v Trhové Kamenici
- Muzeum Trhová Kamenice
- Kostel svatého Filipa a Jakuba v Trhové Kamenici
- Zatopené lomy v úbočí Kamenného vrchu
- Přírodní památka Upolíny u Kamenice